# باشگاه ورزشی آگدا
باشگاه ورزشی آگدا (به پرتغالی: Recreio Desportivo de Águeda) یک باشگاه ورزشی پرتغالی در شهر آگدا از منطقه آوایرو است. 10 April 1924. وزشگاه شهرداری آگدا میزبان بازی‌های خانگی این تیم، تیم رزرو و تیم جوانان این باشگاه است. این باشگاه در حال حاضر در دسته سوم فوتبال پرتغال رقابت می‌کند که پس از قهرمانی در فدراسیون منطقه‌ای آوایرو در فصل ۱۶–۲۰۱۵ به این دسته صعود کرد. آگدا در فصل ۸۴–۱۹۸۳ سابقه حضور در لیگ برتر را دارد که تنها یک فصل دوام داشت.